# Mewa armeńska
Mewa armeńska (Larus armenicus) – gatunek dużego ptaka wodnego z rodziny mewowatych (Laridae), zamieszkujący nad jeziorami w górskich rejonach Azji Mniejszej, Kaukazu Południowego i północno-zachodniego Iranu. Część populacji zimuje na wschodnich wybrzeżach Morza Śródziemnego aż po północno-wschodni Egipt, nad północnymi wybrzeżami Morza Czerwonego i Zatoki Perskiej.
SystematykaGatunek ten opisał w 1934 roku Siergiej Buturlin, nadając mu nazwę Larus taimyrensis armenicus. Jest to gatunek monotypowy. Mewa armeńska genetycznie blisko spokrewniona jest z mewą romańską (L. michahellis), za której podgatunek była niekiedy uznawana, ale różnią się nieco budową. Bywała też uznawana za podgatunek mewy srebrzystej (L. argentatus), od której jest mniejsza i ma krótszy dziób.
MorfologiaDługość ciała 50–56 cm, rozpiętość skrzydeł 115–135 cm.
StatusMiędzynarodowa Unia Ochrony Przyrody (IUCN) od 2021 roku uznaje mewę armeńską za gatunek najmniejszej troski (LC – Least Concern); wcześniej, od 2015 roku miała ona status gatunku bliskiego zagrożenia (NT – Near Threatened), a do 2015 roku – najmniejszej troski (LC – Least Concern). Liczebność populacji szacuje się na 45–73 tysięcy dorosłych osobników, a jej trend oceniany jest jako wzrostowy.